# 邱之稑
邱之稑（1781年—1848年），字逢年，号谷士，湖南长沙府浏阳县西乡（今浏阳市集里街道）人。监生，议叙八品。清朝音乐家。

## 生平
邱之稑为浏阳县太学生邱民坊之子。十岁时开始学习《诗经》等古典经书，同时又跟随父亲邱民坊学习音韵学、通晓工尺谱，并会吹奏笛子，弹奏古琴。曾经给《朱子仪礼经传通解》译制曲谱，并在浏阳县城教授弟子，亦监制古琴、编写《律音彙考》（进士龍湛霖序）等古琴谱，在当地具有一定的影响力。
道光九年（1829年），邱之稑被时任浏阳县令杜金鉴委任，成为浏阳文庙礼乐局的主管，在此期间，邱之稑曾经前往孔子的故乡曲阜学习考察，并与二子邱庆龠、邱庆诰等人制成了所有用于祭孔音乐的乐器，并编写了浏阳文庙祭孔古乐。其后，乐工便开始于每年春季二月、秋季八月的第一个丁日在浏阳文庙演奏祭孔音乐。
道光二十年（1840年），邱之稑刊刻《丁祭礼乐备考》，以保存祭孔音乐。邱之稑逝世后，祭孔音乐继续得到发扬，并曾经受到曾国藩称赞，其子邱庆龠也因此受到曾国藩邀请，前往安庆府演奏该音乐。在光绪年间，一些县、文庙也学习了浏阳的祭孔音乐。祭孔古乐后来也流传至日本及东南亚华侨聚居各国。
除了音乐學外，邱之稑还参与修筑了浏阳文庙、考棚、渡口、义学等建筑物，还通晓医学，以帮助浏阳民众治疗疾病。
道光二十九年（1849年），邱之稑逝世，浏阳知县批准将他入祀县乡贤祠。
其子孙仍然居住在浏阳。而邱之稑编写的浏阳文庙祭孔古乐则于2008年被湖南省人民政府列入“省级非物质文化遗产名录”，2014年登入中国第四批国家级非物质文化遗产代表性项目名录。但该音乐实际上长期未演奏，且缺乏合适的传承人，已经濒危。

## 引用
1. ↑  章瑜 (2008)，第13-14頁.
2. ↑  章瑜 (2008)，第15-16頁.
3. ↑  . 湖南省博物馆.   [2023-02-07]. （原始内容存档于2023-02-07）.
4. ↑  宁江滨 (2009)，第48頁.
5. ↑  . 长沙晚报. 2017-10-08  [2023-02-07]. （原始内容存档于2023-02-07）.
6. ↑  章瑜 (2008)，第5-6頁.
7. 1 2 3  湖南省浏阳市地方志编委会 (1994)，第830頁.
8. ↑  . 人民网. 湖南日报. 2014-12-05.
9. ↑  . 人民网. 长沙晚报. 2013-05-23.